# Сафронов, Роман Владимирович
Роман Владимирович Сафронов (род. 13 августа 1971, Магнитогорск, РСФСР, СССР) — профессиональный баскетболист, тренер. Мастер спорта СССР.

## Биография
Роман Сафронов начал заниматься баскетболом в 14 лет в ДЮСШ №7 города Ростов-на-Дону. Первый тренер — Людмила Ивановна Попова. В 1989 году дебютировал в составе клуба «Красный Котельщик» (Таганрог) в высшей лиге чемпионата СССР. Затем он выступал за ЦСКА, «Автодор», ЦСК ВВС, УНИКС, «Летувос Ритас», «Гродно-93». В их составе участвовал в чемпионате Североевропейской баскетбольной Лиги (NEBL), Кубке Корача, Кубке Сапорты, Евролиге ФИБА, Кубке УЛЕБ (ULEB CUP). Роман Сафронов был кандидатом в национальную сборную России на чемпионат мира 1994 года.
В составе студенческой сборной России выступал на Всемирной студенческой универсиаде в городе Фукуока (Япония) в 1995 году. 
- С 2005 по 2009 год тренер-скаут в мужском баскетбольном клубе «Динамо» (Москва).
- В 2008 году тренер в сборной России U-20. Подготовка и участие в  чемпионате Европы (Рига, Латвия)
- 2014-2015 год ассистент главного тренера в команде Суперлиги России «Химки-Подмосковье».
- 2011-2019 год тренер московских команд, выступающих в любительских Московских и Всероссийских турнирах.

## Достижения
- Чемпион России 1993/94[2]
- Бронзовый призёр чемпионата России 1994/95
- Серебряный призёр чемпионата Литвы 1998/99
- Чемпион Белоруссии 2000/01, 2002/03
- Обладатель Кубка Белоруссии 2000, 2002
- Обладатель Кубка Европы УЛЕБ 2005/06 (тренер МБК Динамо Москва)
- Бронзовый призёр чемпионата России 2007/08 (тренер МБК Динамо Москва)
- Корпоративный кубок МЛБЛ 2016 год и призовые места в московских любительских баскетбольных лигах: МБЛ, Лига Чемпионов Бизнеса, Лига развития, МЛБЛ 2011-2019 год (тренер).